# Chatukaj
Chatukaj (in lingua russa Хатукай) è un centro abitato dell'Adighezia, situato nel Krasnogvardejskij rajon. La popolazione era di 5.071 abitanti al dicembre 2018. Ci sono 59 strade.